# Alan Eagleson
Pour les articles homonymes, voir Eagleson.
Robert Alan Eagleson (né le 24 avril 1933 à Saint Catharines en Ontario au Canada) est un avocat radié du barreau canadien, un homme politique, un agent immobilier et une personnalité du hockey sur glace.

## Biographie

### Hockey sur glace
Agent de plusieurs joueurs professionnels de hockey sur glace, dont Bobby Orr, Eagleson est nommé en 1967 à la tête de l'Association des joueurs de la Ligue nationale de hockey (NHLPA) qui vient d'être créée pour défendre les intérêts des joueurs. En 1972, il organise la série du siècle qui oppose les équipes nationales du Canada et de l'URSS lors de huit rencontres. En 1989, il est intronisé au temple de la renommée du hockey. Il reste 25 ans dans la NHLPA avant de démissionner en 1992 après que d'anciens joueurs portent plainte contre lui. Six ans plus tard, il est condamné à 18 mois de prison pour fraude
. À la suite de sa condamnation, il démissionne du temple de la renommée du hockey avant d'en être probablement exclu sous la pression de plusieurs joueurs membres du temple
. Il est ainsi la première personnalité à être déchue d'un temple de la renommée tous sports confondus.

### Politique
Faisant partie du Parti progressiste-conservateur de l'Ontario, il est membre de l'Assemblée législative de l'Ontario de septembre 1963 à septembre 1967
.